# Жижиленко, Александр Александрович
Александр Александрович Жижиленко (15 октября 1873, Боровичи, Новгородская губерния — не ранее 1930) — российский учёный-правовед, специалист в области пенологии, уголовного права и криминологии.

## Семья
- Отец — Александр Григорьевич Жижиленко (1839—1905), воспитанник сиротского института в Гатчине, затем, в 1862 окончил юридический факультет Санкт-Петербургского университета и в 1862 г. — учитель русского языка в сиротском институте в Гатчине. С 1867 — судебный следователь при Белозерском окружном суде, c 1869 — товарищ прокурора при Устюженском окружном суде, с 1874 — товарищ прокурора в Санкт-Петербурге, с 1879 — прокурор при Ломженском окружном суде, и с 1881 по 1905 г.г. прокурор в Калише[2].
- Мать — Жижиленко, Елизавета Михайловна (?- 1906)
- Брат Григорий Александрович — художник
- Брат — врач Михаил Александрович Жижиленко, с 1928 — епископ Максим.
- Брат — Владимир Александрович — на 1905 год студент в Петербурге.
- Жена — Любовь Ивановна Жижиленко (1867 - 1941, Ленинград[3])

## Образование
Окончил гимназию в городе Калише (Польша) в 1891, юридический факультет Санкт-Петербургского университета (1895). Был оставлен при университете для подготовки к профессорскому званию, командирован в Германию для изучения проблем уголовного права, где занимался в 1895—1896 у профессора Франца фон Листа.
Магистр права (1900, тема диссертации: «Подлог документов. Историко-догматическое исследование»). В своей диссертации, рассмотрев историю и теоретическую разработку понятия подлога, а также вопрос о лжи как средстве совершения преступлений, дал новое определение подлога как «умышленного искажения подлинности письменного удостоверительного знака с целью употребления его под видом настоящего».
Доктор права (1915, тема диссертации: «Наказание. Его понятие и отличие от других правоохранительных средств»; за эту работу был удостоен Академией наук Ахматовской премии).

## Профессор уголовного права
С 1899 г. преподавал уголовное право в Александровском лицее. С 1901 г. — экстраординарный профессор Санкт-Петербургского университета по кафедре уголовного права. Одновременно с 1902 г. был профессором Высших женских курсов, преподавал также в Институте высших коммерческих знаний. После защиты докторской диссертации был избран ординарным профессором Петроградского университета. Также являлся товарищем председателя и председателем уголовного отделения Юридического общества при Санкт-Петербургском университете, членом комитета Русской группы Международного союза криминалистов, членом комитета Литературного фонда, членом редколлегий «Журнала уголовного права и процесса», газеты «Право». Один из основателей отечественной криминологии. Отличался либеральными политическими взглядами, выступал против смертной казни. Его учениками были Н.С. Тимашев и П.А. Сорокин.

## На государственной службе
7 марта 1917 Временное правительство назначило его, с оставлением на должности профессора университета, начальником Главного тюремного управления. Выступал за гуманизацию порядков в подведомственных ему учреждениях, уважение личного достоинства заключённых.

## Деятельность при советской власти
Был профессором правового отделения факультета общественных наук Петроградского университета, в 1919—1921 — председателем этого отделения. В 1927—1928 — декан факультета советского права университета, был заведующим музеем уголовного права при факультете. После реорганизации факультета в Институт советского права был его профессором. Преподавал также в Институте народного хозяйства. В 1930 подвергся критике как носитель буржуазной идеологии.
Был членом президиума Ленинградской секции воздушного права, участвовал в деятельности организованного в 1925 при Ленинградском губернском суде криминалистического кабинета. Занимался такими вопросами криминологии как критерии вменяемости, проблемы алкоголизма, роль уголовного закона в борьбе с венерическими заболеваниями. В 1922—1923 работал также в Главархиве, в 1925—1926 — в Публичной библиотеке, где занимался систематизацией книг по судебному праву.
В 1922 был общественным защитником на процессе над церковными деятелями в Петрограде («дело митрополита Вениамина»). Защищал сразу шестерых обвиняемых: епископа Венедикта (Плотникова), архимандрита Сергия (Шеина), адвоката И. М. Ковшарова, профессора права Д. Ф. Огнева, священника М. П. Чельцова, священника (будущего епископа) С. И. Зенкевича.

## Труды
Автор многочисленных публикаций по уголовному праву и судопроизводству, криминологии, в том числе:
- Подлог документов: Историко-догматическое исследование. СПб., 1900;
- Закон 18.03.1906 г. о мерах к сокращению времени производства наиболее важных уголовных дел.//Право. СПб.,1906, ст.1182-1187;1279-1283;
- О безответственности народных представителей. Ярославль, 1909;
- Меры социальной защиты в отношении опасных преступников. СПб., 1911;
- Памяти И. Я. Фойницкого. СПб., 1913;
- Наказание. Его понятие и отличие от других правоохранительных средств. Пг., 1914;
- Преступность и её факторы. Пг., 1922;
- Очерки по общему учению о наказаниях. Пг., 1923;
- Должностные (служебные) преступления. М., 1924 (3-е изд. 1927);
- Судебное заседание. М., 1924;
- Половые преступления. М., 1924;
- Имущественные преступления. Л., 1925;
- Преступления против личности. Л., 1927;
- Преступления против имущества и исключительных прав. Л., 1928.

Кроме того, автор большого количества статей в журналах и продолжающихся сборниках «Юридические записки Демидовского лицея», «Вестник права», «Право и жизнь», «Журнал Министерства народного просвещения», «Трудовая помощь», «Рабочий суд», «Вестник советской юстиции», «Проблемы преступности» и др. Выпустил со своими дополнениями 5-е издание книги «Русское уголовное право» Н. Д. Сергеевского. Принимал участие в подготовке практических комментариев к Уголовному кодексу РСФСР.